# Ciril Godec
Ciril Godec, slovenski zdravnik urolog, * 14. februar 1937, Ljubljana.

## Življenjepis
Ciril Godec je leta 1963 diplomiral na ljubljanski Medicinski fakulteti, kjer je 1969 opravil izpit iz specializacije in 1974 doktoriral. Leta 1979 je v ZDA opravil specialistični izpit iz urologije. Od leta 1969 do 1974 je bil zaposlen na Univerzitetnem kliničnem centru v Ljubljani, od tedaj dalje pa deluje v ZDA.

## Delo
Godec je objavil preko 130 znanstvenih in strokovnih prispevkov, večino v ZDA in napisal urološka poglavja v več knjigah. Je član mnogih mednarodnih strokovnih organizacij, med drugim Medicinske akademije in akademije znanosti v New Yorku. 